# سفارت (مجموعه تلویزیونی)
سفارت (اسپانیایی: La embajada‎) یک مجموعهٔ تلویزیونی دلهره‌آور سیاسی اسپانیایی است که در سال ۲۰۱۶ منتشر شد. وقایع سریال در سفارت اسپانیا در بانکوک رخ می‌دهد.

## گزیدهٔ بازیگران
- آبل فولک[۳][۴] در نقش سفیر اسپانیا
- بلن روئدا[۳][۵]
- رائول آره‌والو[۳][۶]
- اورسولا کوربرو[۳][۷]
- چینو دارین[۳][۷]
- ماکسی ایگلسیاس[۳][۸]
- آمایا سالامانکا[۳]
- تریستان اوجوا[۳]
- آلیسیا بوراچرو[۳]
- کارلوس باردم[۳]
- داوید برداگر[۳]
- مگان مونتانر[۳]
- پدرو آلنسو[۳]